# Le Genest-Saint-Isle
Le Genest-Saint-Isle település Franciaországban, Mayenne megyében. Lakosainak száma 2127 fő (2022. január 1.). Le Genest-Saint-Isle Saint-Berthevin, Loiron-Ruillé, La Brûlatte, Olivet, Saint-Ouën-des-Toits és Changé községekkel határos.

## Népesség
A település népességének változása:
| Lakosok száma | 777  | 1664 | 1877 | 2036 | 2113 | 2131 | 2135 | 2134 | 2122 | 2127 |
|               | 1968 | 1982 | 1990 | 2006 | 2013 | 2015 | 2017 | 2019 | 2020 | 2022 |